# Jan-Eric Antonsson
Jan-Eric Antonsson (Karlskrona, 9 de septiembre de 1961) es un deportista sueco que compitió en bádminton, en las modalidades de dobles y dobles mixto.
Ganó una medalla de bronce en el Campeonato Mundial de Bádminton de 1995 y tres medallas en el Campeonato Europeo de Bádminton entre los años 1986 y 1990.

## Palmarés internacional
| Campeonato Mundial | Campeonato Mundial     | Campeonato Mundial | Campeonato Mundial |
| Año                | Lugar                  | Medalla            | Prueba             |
| ------------------ | ---------------------- | ------------------ | ------------------ |
| 1995               | Lausana (Suiza)        | Medalla de bronce  | Dobles mixto       |
| Campeonato Europeo |                        |                    |                    |
| Año                | Lugar                  | Medalla            | Prueba             |
| 1986               | Uppsala (Suecia)       | Medalla de bronce  | Dobles             |
| 1988               | Kristiansand (Noruega) | Medalla de bronce  | Dobles mixto       |
| 1990               | Moscú (URSS)           | Medalla de plata   | Dobles mixto       |